# MCS Electronics
MCS Electronics LLC (монг. М-Си-Эс Электроникс, с 2013 года ITZone) — монгольская компания, основанная в 1997 году, разработчик и производитель компьютерного оборудования, занимающий более 30 % национального рынка информационных технологий.

## Основная информация
MCS Electronics LLC является официальным представителем и дистрибьютором следующих компаний на территории Монголии: Dell, Canon, HP, NEC, Acer, Apple, Lenovo, Samsung, IBM, Panasonic, RAD, Oracle, Cisco, D-Link, Intel и другие. В компании работает более 250 профессиональных инженеров и программистов. MCS Electronics LLC работает в трех основных направлениях: компьютерное и торговое оборудование, разработка программного обеспечения и спутниковые данные. Общий объем продаж составил $33,1 млн в 2011 году. С 2008 года компания занимается брендом национального монгольского ноутбука Mogul.
В 2013 года использует название ITZone для продукции. Между тем, согласно официальному сайту, MCS Electronics занимается также множеством других, не относящихся к информационным технологиям, проектов. С 2014 года компания начала производство первого монгольского смартфона Mogul Sonor.